# Jedediah Bila
A. Jedediah Louisa Bila (29 de janeiro de 1979), é uma apresentadora de televisão, autora e colunista americana.
É atualmente apresentadora no programa de televisão The View.

## Trabalhos literários
- Bila, Jedediah (2011). Outnumbered: Chronicles of a Manhattan Conservative. ISBN 0983576807

## Hiperligações Externas
- «Sítio oficial»
- Jedediah Bila no X
- Jedediah Bila. no IMDb.